# Vito Beltrani
Vito Beltrani (Trapani, 2 dicembre 1805 – Firenze, 21 luglio 1884) è stato un giornalista e politico italiano.